# Hireadapur, Hungund
Hireadapur là một làng thuộc tehsil Hungund, huyện Bagalkot, bang Karnataka, Ấn Độ.